# Adolphe Demets
Adolphe Demets, né le 13 février 1879 à Renaix et y décédé le 17 novembre 1947 fut un homme politique belge flamand socialiste. 
Demets fut tisserand; dès 1914 secrétaire du syndicat textile local.
Il fut élu conseiller communal (1921-46) et échevin (1928-32) de Renaix; sénateur de l'arrondissement d'Audenarde-Alost (1932-36), puis sénateur provincial de la province de Flandre-Orientale (1936-1946).

## Sources
- Ressource relative à plusieurs domaines :   - ODIS
- Bio sur ODIS